# Poetenseminar
Poetenseminare waren in der DDR von der Freien Deutschen Jugend (FDJ) organisierte Schreibseminare für Jugendliche von 14 bis 26 Jahren. Neben Poetenseminaren in verschiedenen Bezirken gab es das einwöchige Zentrale Poetenseminar der FDJ, das von 1970 bis 1989 jährlich im Sommer in Schwerin stattfand. Die Teilnehmer – etwa 120 – wurden durch einen landesweiten, themen- und gattungsoffenen Schreibwettbewerb ausgewählt.
Sie wurden nach Literaturgattung (Lyrik, Prosa, Dramatik, Liedermacher) auf Seminargruppen verteilt, die von erfahrenen Autoren oder Literaturwissenschaftlern geleitet wurden. Die Seminararbeit konzentrierte sich auf Schreibübungen und Diskussion von Teilnehmertexten. Daneben gab es Lesungen, Filme und Vorträge zu literaturtheoretischen, politischen oder historischen Themen. Einen breiten Raum nahm der freie Erfahrungsaustausch unter den Teilnehmern ein.
Während des Seminars erschien eine eigene Werkstattzeitung (Rote Feder). Jährlich erschien ein Poetenseminar-Sonderheft in der Lyrikreihe Poesiealbum des Verlags Neues Leben (Auflage 10.000 Stück), das oftmals die erste Veröffentlichungsmöglichkeit für Nachwuchsautoren war.
Die Poetenseminare waren ein Teil der Kulturpolitik der DDR, zu der eine breite Förderung der Volkskunst und Nachwuchsförderung gehörten. Da die Arbeit des Schriftstellers als eine politische begriffen wurde, wurde Wert auf politische Bildung gelegt. Der Schwerpunkt der Poetenseminare lag jedoch auf literarischen Themen.

## Wertung
Es ist umstritten, ob die Poetenseminare dem Staat dazu dienten, sich staatstreue Dichter heranzuziehen (und diese auch unter Kontrolle zu halten) oder wirklich die Literatur zu fördern. Es ist davon auszugehen, dass sich in der Institution Poetenseminar die Ambivalenz des Staates DDR zu seinen Künstlern widerspiegelte. Das zeigte sich darin, dass beim Poetenseminar einerseits sehr offen über Gorbatschows Reformen, ökologische Themen und Ähnliches diskutiert werden konnte, die Veranstaltung andererseits extrem vom MfS durchdrungen war, vor allem durch inoffizielle Mitarbeiter (IM).
Unzweifelhaft aber bildeten sich – unabhängig vom Wollen des Staates oder von den Absichten des Zentralrats der FDJ – informelle Strukturen junger Schreibender, die auch über die Woche in Schwerin hinaus Bestand hatten. Für viele bedeutete zudem die Veröffentlichung in der Literaturzeitschrift Temperamente (erschien seit 1976 zweimal, später viermal im Jahr) oder in den Sonderheften der Reihe Poesiealbum die erste offizielle Möglichkeit zur Publikation in der DDR.

## Veröffentlichungen über die zentralen Poetenseminare der FDJ
- Innerhalb der legendären DDR-Reihe Poesiealbum im Verlag Neues Leben: Poesiealbum. Sonderheft Poetenseminar: 1971, 1972, 1979, 1980, 1981, 1982, 1983, 1970–1984, 1985, 1986, 1987, 1988, 1989.
- Innerhalb des DDR-Literaturmagazins Temperamente: beständig zwischen 1979 und 1989
- Waltraud Böhm (Hrsg.): Hoch zu Ross ins Schloss – 15 Jahre Poetenbewegung der FDJ. Berlin 1986
- Siegfried Reiprich: Der verhinderte Dialog. Meine politische Exmatrikulation; eine Dokumentation.  Robert-Havemann-Gesellschaft, Berlin 1996, S. 76
- Matthias Biskupek: Pfähle in der Sommerwiese. Feature, MDR 1997
- Axel Reitel: Junge Poeten zum Lernen gebeten – Die zentralen Poetenseminare der FDJ. Feature, DRB 2005 (BR2 2006, MDR 2008)
- Axel Reitel: Pegasus, gegängelt, "hoch oben, / tief in die Knie". In: Zeitschrift des Forschungsverbundes SED-Staat Nr. 19/2006, S. 61–70
- Axel Reitel: Die Poetenpolizei. Kontrolle muß sein – Die Schweriner FDJ-Seminare für Nachwuchsdichter. In: Zeitschrift des Forschungsverbundes SED-Staat, Nr. 22/2007
- Axel Reitel: Die zentralen Poetenseminare der FDJ 1970–1979. Arbeitspapiere des Forschungsverbundes SED-Staat der FU Berlin 42/2008. 100 Seiten, ISSN 0942-3931.
- Axel Reitel: Denn verbieten lässt sich schreiben nicht. Literaturnachwuchs im SED-Staat. Das Beispiel Sachsen, Anlage TU-Berlin 2016. 103 Seiten[3].
- Udo Scheer: Vision und Wirklichkeit. Die Opposition in Jena in den siebziger und achtziger Jahren. Chr. Links Verlag, Berlin 1999. S. 44–46

## Teilnehmer bei den Poetenseminaren des Zentralrats der FDJ (Auswahl)
| - Gisbert Amm - Fritz Martin Barber - Hannelore Becker (verh. Hannelore Kühnel) - Holger Benkel - Michael Berg - Gabriele Berthel - Matthias Biskupek - Reiner Bonack - Heino Bosselmann - Olaf Briese - Claus Bringmann - Hans Brinkmann - Annette Cibulka - Jana Czernutzky - Michael Czollek - Udo Degener - Gabriele Eckart - Helga Eckert - Wolfgang Erdmann - Christina Fischer - Jürgen Fuchs - Dietmar Gabriel - Mario Göpfert - Annett Gröschner - Frank Goyke - Wolfgang Grahl - Renate Gröbe - Ralph Grüneberger - Birgit Herkula - Dirk Heiland - Gerline Herzog-Mothes - André Hiller - Wolfgang Hinkeldey - Iris-Gabriela Hirst - Dietmar Hochmuth - Gerald Höfer - Renate Holz | - Thomas Jaehn - Heidrun Jänchen - Johannes Jansen - Werner Karma - Uwe Klabunde - Henry-Martin Klemt - Uli Kolbe - Uwe Kolbe - Klaus Körner - Thomas Kunst - Reinhard Kraetzer - Hans-Gerd Krampitz - Andreas Kriegenburg - Karsten Kruschel - Leokadia Kuhn - Asteris Kutulas - Gerald Lehmann - Grit Lemke - Meinhard Lüddemann - Uwe Lummitsch - Thomas Luthardt - Peter Madei - Bernd Markowsky - Undine Materni - Birgit Mattausch - Eckhard Mieder - Steffen Mensching - Andreas Montag - Hartmut Pache - Annette Pampel - Jan Peter - Richard Pietraß - Gerhard Pötzsch - Lutz Rathenow - Peter Reckfeld | - Jörg Rehmann - Lutz Reimann - Siegfried Reiprich - Michael Richter - Volkmar Röhrig - Alexander Ruika - Bernd Rump - Manfred Sährig - Udo Scheer - Jutta Schlott - Andreas Schmidt - Kathrin Schmidt - Dieter Schnappauf - Reginald Schober - Manuel Schöbel - Friedemann Schreiter - Lutz Seiler - Jens Sparschuh - Gert Steinert - Oliver Tietze - Stefan Trzeczak - Holger Uske - Frank Viehweg - Sebastian Vötter - Bernd Wagner - Norbert Weiß - Tobias Wellemeyer - Hans-Eckardt Wenzel - Petra Werner - Joachim Wiesigel - Uwe Wiesner - Thomas Wilke - Bärbel Wolf - Dagmar Wolf - Gudula (Kasper-)Ziemer |

## Seminarleiter an den Poetenseminaren des Zentralrats der FDJ (Auswahl)
- Horst Bastian †
- Rudi Bentzien
- Matthias Biskupek †
- Mathilde Dau
- Edwin Kratschmer[4]
- Helmut Richter †
- Bernd Rump
- Erhard Scherner[5]
- Jo Schulz †
- Axel Schulze †
- Klaus Steinhaußen †
- Brigitte Struzyk
- Hans Weber †
- Reinhard Weisbach †
- Hannes Würtz †

## Poetenseminare heute
Poetenseminare wurden nach der Wende wieder neu aufgelegt. Heutzutage sind sie frei von staatlicher Führung und werden beispielsweise von Vereinen organisiert.

### Poetenseminar in Mecklenburg-Vorpommern
U.a. wird vom Literaturhaus Rostock seit 2000 jährlich ein Poetenseminar im Bücherhotel Groß Breesen organisiert, in denen jungen Talenten aus Mecklenburg-Vorpommern die Möglichkeit gegeben wird, sich über Erfahrungen auszutauschen und ihre literarischen Fähigkeiten unter professioneller Leitung zu vervollkommnen.
Die Initiative zu diesem Projekt ging von dem Literaturwissenschaftler Wolfgang Gabler aus, der auch als Seminarleiter fungiert. Um an den Veranstaltungen teilnehmen zu können, müssen sich die jungen Autoren (18–35 Jahre) mit eingereichten Manuskripten bewerben. Anschließend werden aus diesen Bewerbungen von Wolfgang Gabler und einem weiteren Betreuer zehn Autoren ausgewählt, die an den Seminaren teilnehmen können.